# Sínai ortodox egyház
A sínai ortodox egyház a jeruzsálemi ortodox egyház alá tartozó autonóm egyház.

## A Szent Katalin monostor

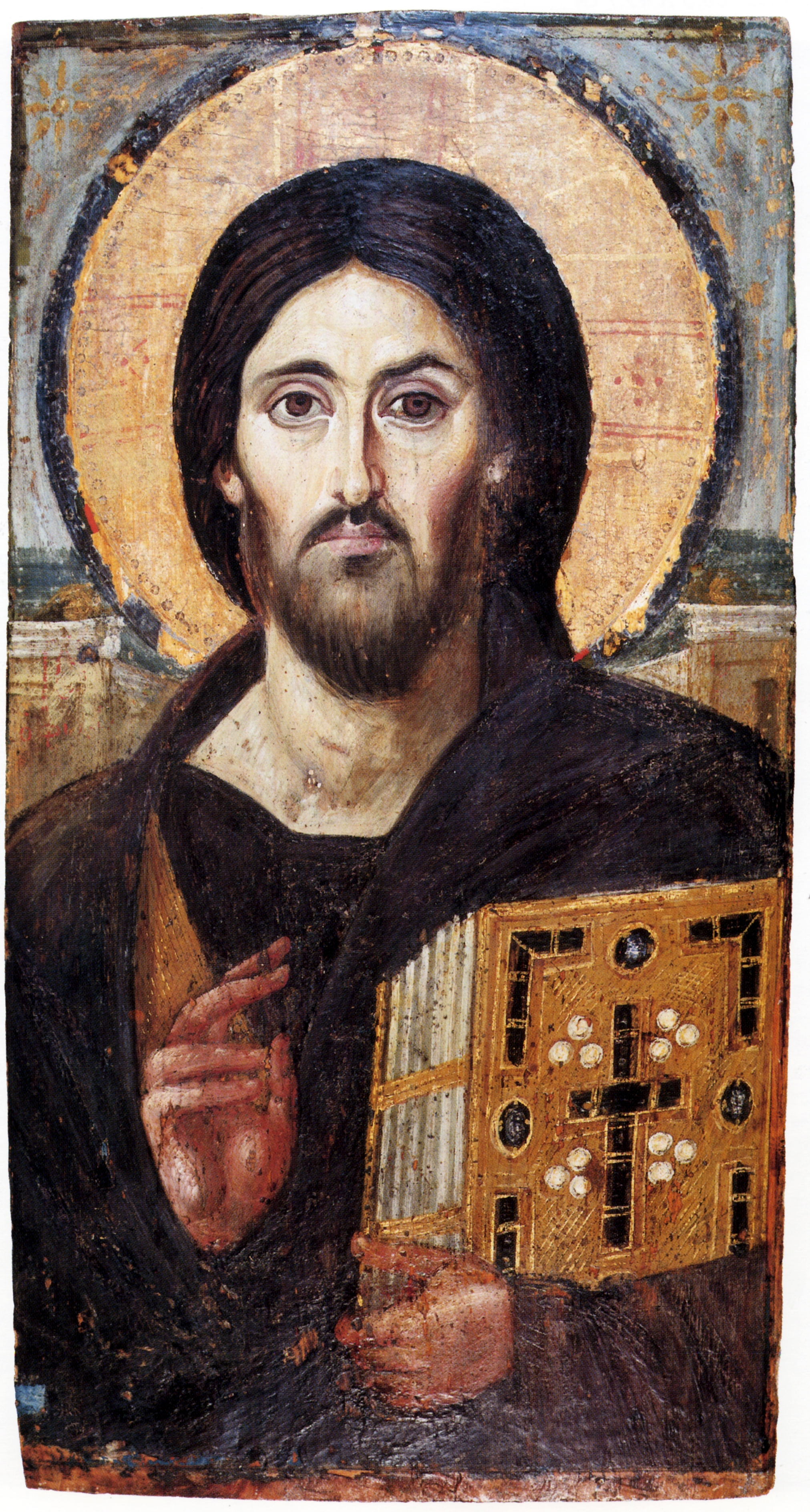
A világ legrégebbi Krisztust ábrázoló, enkausztikus technikával festett ikon a VI. századból

A világ legrégebbi, mai napig működő keresztény monostora. A monostor a Sínai-félszigeten Egyiptomban épült. Azon a Sínai hegyen, ahol a Biblia szerint Mózes megkapta a tízparancsolatot. Az UNESCO világörökségi listán is szerepel. Világhírű a könyvtára, mert a második legnagyobb példányszámú kódexeket, kéziratokat őriznek a korai időkből, csak a Vatikán könyvtárában van több. Ezek görög, arab, örmény, szír, héber és régi udi nyelvű szövegek.
Tekintélyes az ikon gyűjteménye is, amely tartalmazza a világ legrégebbi Krisztus ábrázolást, mely speciális, úgynevezett enkausztikus technikával készült.

## Története
Az első tudósítás a korai monasztikus életről egy Egeria nevű szerzetesnőtől származik, aki zarándokként érkezett a Szentföldre 381–384 között, és beszámolót írt utazásáról. I. Iusztinianosz bizánci császár megrendelésére épül ki a monostor, az "Égő Bokor" kápolnát Szent Ilona, I. Constantinus római császár anyja építteti ki.